# Ral·li raid
|  | No s'ha de confondre amb Ral·li o Cursa de desert. |

El Ral·li raid (conegut també com a Ral·li Cross Country o, simplement, Raid) és una disciplina esportiva motociclista i automobilista fora d'asfalt, consistent en una cursa de llarga distància per tota mena de terreny seguint un itinerari establert prèviament per l'organització, en què s'evidencia la resistència dels participants. Un Raid acostuma a durar de 3 a 15 dies, en el decurs de cadascun dels quals es poden arribar a recórrer fins a 900 km.
Entre els Ral·li raid més coneguts hi ha el Ral·li Dakar, el Ral·li dels Faraons, el Ral·li dos Sertões, el Ral·li d'Europa Central, la Baja Aragón, el Raid de l'Himàlaia i la Baja russa Northern Forest.

## Història

Ruta recorreguda per la cursa París-Pequín de 1907

Els antecedents dels actuals Ral·lis raid són llunyans. Ja el 1907 es feu una cursa de 12.000 quilòmetres entre París i Pequín. El 1931, Citroën organitzà La Croisière Jaune on dos equips, sortint l'un d'Europa i l'altre de l'orient mitjà, havien de trobar-se a Pequín, travessant deserts i fins i tot l'Himàlaia. El 1968 hi hagué el Ral·li Londres-Sydney, travessant 90 països, i el Londres-Mèxic.
El primer Ral·li raid amb un format similar als actuals mai disputat fou el Ral·li Côte-Côte, el desembre de 1976. El 1978, Thierry Sabine creà el París-Dakar, anomenat actualment Ral·li Dakar. Aquest ral·li, el més famós de la història, n'ha originat d'altres com ara el Ral·li dels Faraons, el de l'Atles, el de Tunísia, el de les Gaseles, etc. Actualment, existeix la Copa del Món de Ral·lies Tot Terreny, organitzada per la FIA.
Pel que fa a l'evolució tecnològica, tot i que inicialment la navegació era el principal obstacle, i com a guia es comptava només amb un roadbook (llibre de ruta), darrerament els avenços tecnològics han facilitat aquest aspecte, gràcies als aparells GPS.

## Característiques
En aquesta mena de curses, els pilots recorren distàncies de milers de quilòmetres travessant regions desèrtiques durant setmanes. Hi ha etapes punt a punt i seccions especials cronometrades. S'hi autoritza l'assistència tècnica, i els pilots disposen d'un equip tècnic que els acompanya en camions. Les reparacions es poden fer durant les etapes, quan el vehicle arriba al final de la secció, abans d'aparcar. Normalment, els participants reben la carta de ruta on s'assenyala els llocs on poden rebre assistència, per tant, no calen mapes. Els equips poden conduir entre 8 i 24 hores depenent de l'etapa, i es permet l'ús del GPS, tot i que ha de subministrar-lo l'organització.

### Curses pel desert
Hi ha una modalitat de curses pel desert que, tot i assemblar-se molt al Ral·li raid, en difereixen pel fet de ser de curta durada (un o, a tot estirar, dos dies) i no tenir etapes. Cal recórrer una llarga distància pel desert però no és una cursa contrarellotge, ans de velocitat: els pilots surten alhora i guanya qui arribi abans. Aquesta mena de curses són molt habituals als estats sud-occidentals dels EUA, on hi ha grans extensions de desert, i a Mèxic. La més coneguda és la Baja 1000, que discorre pel desert de la Baixa Califòrnia, però se'n celebren moltes altres.

## Vehicles i categories
Els diferents tipus de vehicles que participen en un Ral·li raid s'agrupen en categories o "classes", essent les principals aquestes:
- Moto: motocicletes. Les motos han de ser com a mínim de 450 cc i tenir autonomia per a 380 quilòmetres. La majoria són de sèrie adaptades, ja que n'hi ha una àmplia gamma al mercat.[8]
- Car: automòbils, abastant des dels bugui als vehicles tot camí. Els cotxes de millor rendiment són 4x4 adaptats dels de sèrie. Per a poder ser homologats se n'han d'haver produït com a mínim 1.000 unitats. La categoria prototipus és per als de dues rodes motrius i per als que es construeixen individualment.[8]
- Truck: camions T4 i T5. Els campions acostumen a dur el motor a l'eix del davant i una plataforma de càrrega. N'hi ha de 4, 6 i 8 rodes motrius que són de sèrie millorats. A part de participar-hi, donen suport tècnic a vehicles més lleugers.[8]

### Categoria Moto

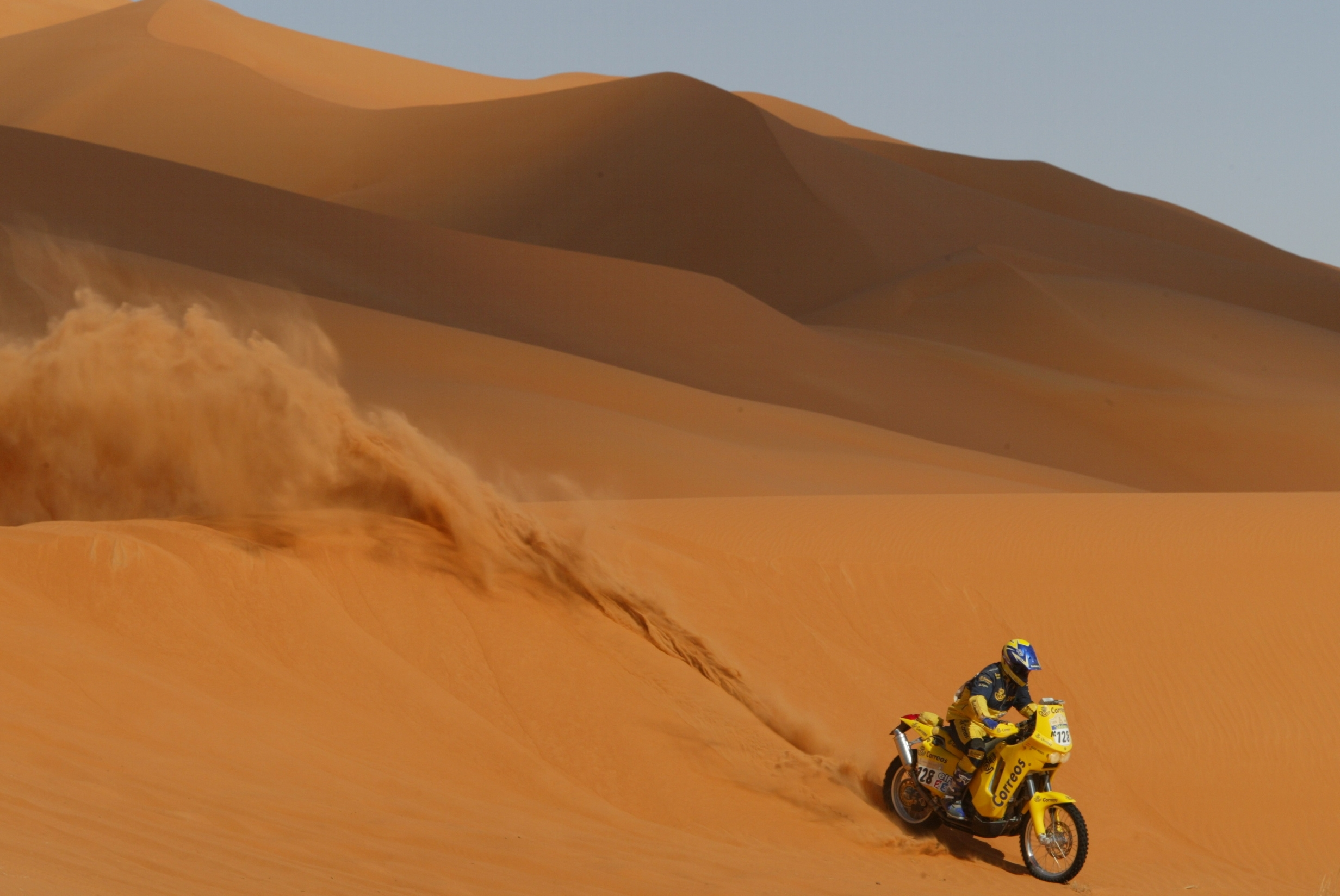
Una moto durant el Ral·li Dakar del 2009

La categoria Moto se subdivideix en tres grups:
- Grup 1 - Marathon

Són motocicletes de sèrie gairebé sense modificacions, subdividides en funció del cubicatge del seu motor (superior o inferior a 451 cc).
- Grup 2 - Super-Production

Són motocicletes més substancialment modificades que les del grup Marathon, també subdividides en funció del cubicatge del seu motor (superior o inferior a 451 cc.
- Grup 3 - Quads

Subdividits en funció del cubicatge del seu motor (superior o inferior a 500 cc).
Les motocicletes més habituals són les KTM i les Yamaha, ja que moltes d'aquestes han acabat en posicions capdavanteres. Les BMW han obtingut també èxits al Ral·li Dakar.

### Categoria Car
La categoria Car admet vehicles de fins a 3500 kg, i se subdivideix en diversos grups:
- Grup T1

Vehicles preparats per a Cross Country, com ara el Mitsubishi MRX09 Racing Lancer
- Grup T2

Vehicles de sèrie per a Cross Country.
- Grup Open

El grup Open accepta els vehicles que no entren dins els altres dos grups, com ara els camions SCORE International.
Al començament, aquesta mena de competicions eren dominades per vehicles europeus com ara el Renault 4, Land Rover, Range Rover, Mercedes-Benz classe G, Volkswagen Iltis o el Pinzgauer, així com pels japonesos Toyota Land Cruiser.
Com a exemples destacats de vehicles de la categoria Car cal esmentar el Mitsubishi Pajero/Montero, el Volkswagen Race Touareg, el Bowler Wildcat 200 i el Nissan Navara.

### Categoria Truck

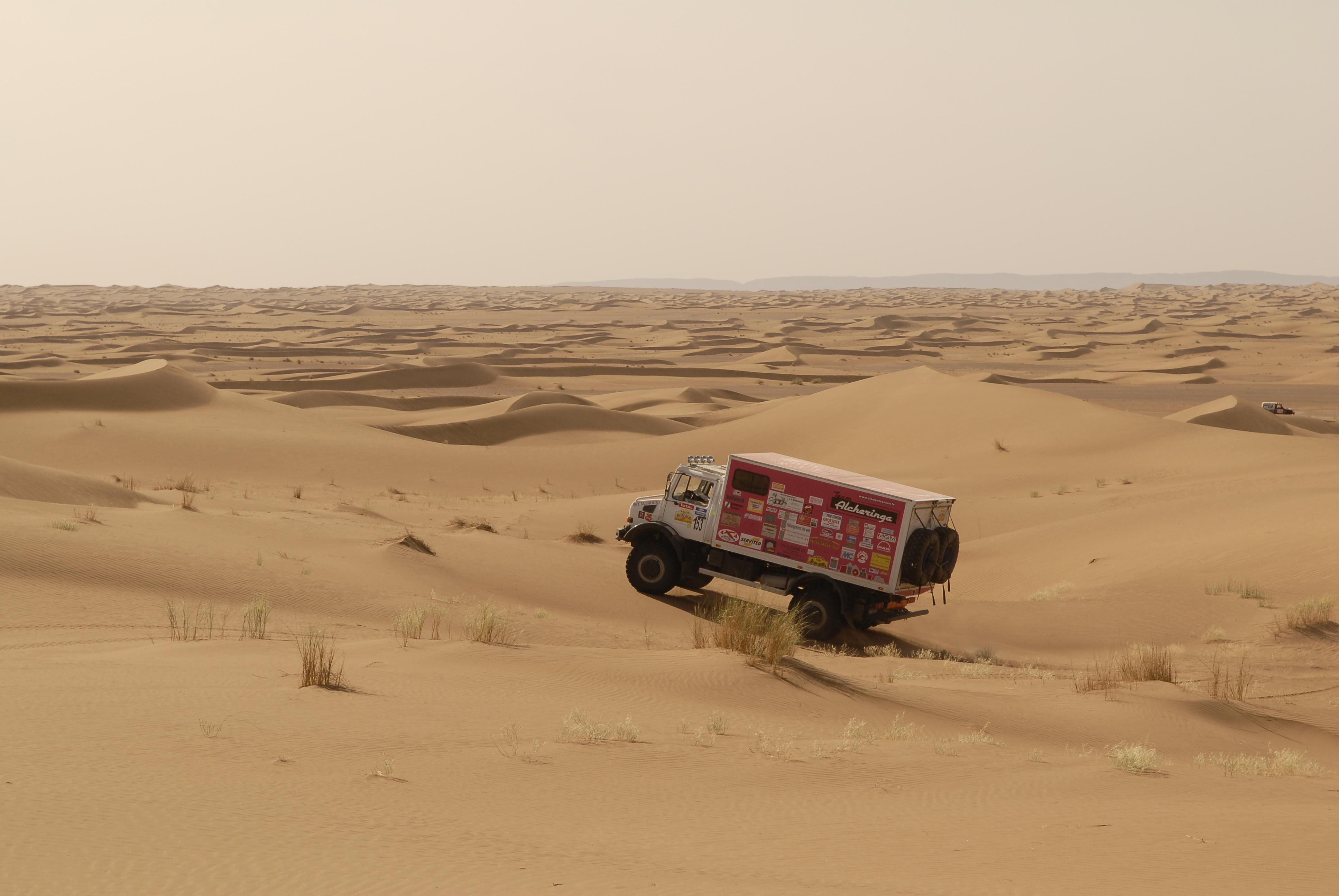
Camió al Rally Aicha des Gazelles (2007)

La categoria Truck, també coneguda com a "Camions" o "Lorries", es destina a vehicles de més de 3500 kg, i se subdivideix en dos grups: T4 i T5.
- Grup T4: Són els camions que participen en la competició. Aquest grup se subdivideix en dos:
  - T4.1, per a camions de sèrie.
  - T4.2, per a camions modificats.[12]

Històricament, el grup T4 ha estat compost per vehicles fabricats per Tatra, LIAZ, Kamaz, Hino, MAN, DAF, Mercedes-Benz Unimog, Renault Kerax, SCANIA, IVECO i GINAF. Durant la dècada de 1980, marcada per una forta rivalitat entre DAF i Mercedes-Benz, aparegueren vehicles amb doble motor i 1000 CV (750 kW).
Més tard, Tatra i Kamaz varen passar al capdavant de la cursa tecnològica, i d'ençà del 2000 les marques que dominen la categoria són DAF, Tatra, Mercedes-Benz i Kamaz.
- Grup T5

Són els camions emprats per a desplaçar-se de bivac a bivac, com a suport als vehicles de competició. Els camions T4 també poden donar assistència durant les etapes especials, però han de ser vehicles homologats, mentre els camions T5 no cal que ho siguin.